# Donar in het seizoen 2019-20
Het seizoen 2019–20 van Donar is het 48e seizoen van de club. Het wordt het zesde jaar onder de naam Donar, nadat Gasterra de club medio 2014 verliet als hoofdsponsor. Donar is dit seizoen deelnemer in de Eredivisie en de NBB Beker. 
Nadat HEPRO Kunststofkozijnen in de seizoenen 2017/18 en 2018/19 op de voorkant van het Shirt stond, zal vanaf het seizoen 2019-20 die plaats worden ingenomen door Amysoft

## Team
Het seizoen 2018/19 is voor Coach Erik Braal zijn 5e seizoen bij de club. Meindert van Veen keerde opnieuw terug als assistent-coach. 
Van de selectie uit het seizoen 2018–19 keerden de Nederlanders Jason Dourisseau, Shane Hammink en Thomas Koenis terug. Grant Sitton en Rienk Mast vertrokken naar andere competities. 

### Diepte van de Bank
| Pos. | Startende 5       | Bank 1           | Bank 2         |  |  |
| ---- | ----------------- | ---------------- | -------------- |  |  |
| C    | Thomas Koenis     | Matt McCarthy    |                |  |  |
| PF   | Donte Thomas      | Drew Smith       | Jeffrey Sedoc  |  |  |
| SF   | Shane Hammink     | Jason Dourisseau | Sheyi Adetunji |  |  |
| SG   | Matt Williams Jr. | Vernon Taylor    | Yoeri Hoexum   |  |  |
| PG   | Carrington Love   | Leon Williams    | Jef De Vries   |  |  |

### Transfers
| \| Speler \| Vertrokken naar \| \| ------------ \| ------------------ \| \| Rienk Mast \| Bradley University \| \| Tim Hoeve \| Aris Leeuwarden \| \| Grant Sitton \| Rostock Seawolves \| |                    |
| Speler | Vertrokken naar    |
| Rienk Mast | Bradley University |
| Tim Hoeve | Aris Leeuwarden    |
| Grant Sitton | Rostock Seawolves  |

## Gebeurtenissen
- 14 juni 2018 - Jason Dourisseau tekent voor 10e seizoen bij Donar[2]

2009/10 · 2010/11 · 2011/12 · 2012/13 · 2013/14 · 2014/15 · 2015/16 · 2016/17 · 2017/18 · 2018/19 · 2019/20